# Manter (Kansas)
Manter es una ciudad ubicada en el condado de Stanton en el estado estadounidense de Kansas. En el año 2010 tenía una población de 171 habitantes y una densidad poblacional de 285 personas por km².

## Geografía
Manter se encuentra ubicada en las coordenadas 37°31′27″N 101°53′4″O / 37.52417, -101.88444 (37.524205, -101.884462).

## Demografía
Según la Oficina del Censo en 2000 los ingresos medios por hogar en la localidad eran de $48,523 y los ingresos medios por familia eran $49,659. Los hombres tenían unos ingresos medios de $31,875 frente a los $21,563 para las mujeres. La renta per cápita para la localidad era de $19,184. Alrededor del 7.1% de la población estaban por debajo del umbral de pobreza.